# SN 2000ba
SN 2000ba – supernowa odkryta 9 marca 2000 roku w galaktyce A101602-0153. W momencie odkrycia miała maksymalną jasność 19,90m.